# Sette modi e mezzo per morire
Sette modi e mezzo per morire è un breve romanzo pubblicato nel 2007, opera prima dello scrittore italiano Umberto Marongiu.

## Personaggi e ambientazione
Il romanzo racconta le storie di sette persone che si intrecciano, tragicamente, in una giornata a Roma. Si tratta di:
- un giovane artista, Mattia Arrischiati;
- il direttore di un grosso giornale, Giunio Piccioni;
- un pony express, Ignazio Trogu;
- una giovane ragazza affascinata dal fondamentalismo islamico, Fatma;
- uno scassinatore di origine ebrea, Leo;
- un vigilante dell'aeroporto, Samuele Sannazzaro;
- una donna ebrea sordomuta, Susanna Arbib.

A questi va aggiunto il cane di Susanna, Argo, a cui si riferisce il "mezzo" riportato nel titolo.

## Trama
Alle cinque del pomeriggio Mattia Arrischiati deve presentare la sua prima mostra personale. Arrischiati, figlio di un famoso artista della capitale, sa della poca stima che ha per lui il padre, Nunzio Arrischiati, che gli preferisce infatti l'allieva e amante Lavinia. A presentare la mostra è atteso il signor Giunio Piccioni, che per venire alla galleria chiede in prestito la macchina al portinaio della sede del suo giornale, Peppino Ricciotti. Quest'ultimo, anche se sa della spericolatezza alla guida del signor Piccioni, è costretto a prestargliela comunque perché Piccioni lo minaccia di fargli licenziare il figlio, reporter al giornale.
A causa della fretta e della disattenzione, Piccioni investe e ferisce un pony express e scappa. Questo pony express è Ignazio Trogu, un pregiudicato per crimini politici in libertà vigilata. Egli aveva appena ucciso a testate un suo cugino, funzionario di polizia, che aveva fatto di tutto per farlo arrestare e lo aveva appena umiliato in commissariato. Fuggito dal luogo del delitto, Trogu viene chiamato per un incarico poco distante, sul retro dell'ufficio postale. Lì trova un uomo, gravemente ferito, abbigliato come gli ebrei ortodossi, che gli dà un plico da recapitare. Quest'uomo si chiama Leo, e con un compagno, ebreo come lui, aveva fatto una rapina all'ufficio postale durante la notte. Il compagno poi, volendosi tenere tutto per sé per devolverlo al movimento contro il disimpegno dai territori palestinesi, gli aveva accidentalmente sparato.
Trogu viene investito proprio andando a portare il plico di Leo. La busta gli cade e viene raccolta da Fatma, una ragazza italiana di origini marocchine. Fatma è in contrasto con il padre poiché quest'ultimo non è rispettoso delle leggi coraniche, mentre lei è una fervida musulmana, affascinata anche dai movimenti fondamentalisti islamici. Fatma apre il plico e trova il passaporto di una donna italiana di origini ebree, Susanna Arbib, e un biglietto di sola andata per Tel Aviv. Susanna assomiglia moltissimo a Fatma, e quest'ultima considera questo un segno divino: deve andare in Palestina ad aiutare la causa dei suoi fratelli musulmani, anche con la violenza se necessario. Va quindi all'aeroporto.
Al check-in c'è un vigilante con la kippah, Samuele Sannazzaro che, nato cattolico, si è convertito all'ebraismo per poter sposare Susanna Arbib, la donna del passaporto. Sannazzaro è molto preoccupato perché ha scoperto a casa una lettera nella quale un certo Leo (quello dell'ufficio postale) dice di voler scappare con Susanna in Palestina. Egli, pentito di essersi convertito e in preda alla disperazione, va dal parroco dell'aeroporto al quale chiede di essere subito ribattezzato. Al suo rifiuto, Sannazzaro lo minaccia con la pistola, e il parroco muore per infarto. Il vigilante torna allora al suo posto.
Quando vede Fatma, inizialmente pensa che sia sua moglie che cerca di scappare, ma poi la sente parlare e capisce che non è lei, essendo sua moglie sordomuta. Sannazzaro torna allora a casa, dove trova la moglie, con le valigie pronte, che aspettava il plico che il pony express doveva portare. Nel frattempo, per chiudere tutti i contatti con la vita precedente, ha messo del veleno nella ciotola del suo amato cane Argo. Sannazzaro prima vorrebbe uccidere Susanna, ma quando lei con il linguaggio dei gesti gli dice che lo ama, cambia idea. In quello arriva la polizia. Alla mostra intanto Mattia Arrischiati ha appena sbugiardato suo padre davanti a tutta la stampa dicendo che a causa di una malattia non dipinge più da anni e spaccia per nuove opere dipinte molti anni prima.
La giornata si conclude quindi con l'arresto di Sannazzaro, Leo, Trogu (sopravvissuto all'incidente) e Piccioni (inchiodato dal dipendente che gli aveva prestato la macchina) e il fermo all'aeroporto di Tel Aviv di Fatma. Infine muore il cane Argo, che si scopre essere il narratore di tutta la storia, in un forte ribaltamento di prospettive.

## Edizioni
- Umberto Marongiu, Sette modi e mezzo per morire, primo ed., collana TTIR, Diabasis, 2007,  pp. 90, cap. otto, ISBN 978-88-8103-464-2.